# HD 189733
HD 189733 je dvojhvězda, u jejíž primární hvězdy byla potvrzena přítomnost exoplanety. Nachází se v souhvězdí Lištičky ve vzdálenosti přibližně 63 světelných let od Slunce.
Tento binární systém sestává ze dvou komponentů, primární hvězdy HD 189733 A, což je oranžový trpaslík spektrální třídy K dosahující přibližně 81 % M☉ a sekundární hvězdy HD 189733 B, což je červený trpaslík spektrální třídy M. Obě hvězdy jsou od sebe vzdáleny přibližně 216 AU.
Exoplaneta obíhající HD 189733 A, označená jako HD 189733 b (katalogový název V452 Vulpeculae), patří do kategorie tzv. horkých Jupiterů, což jsou plynní obři obíhající v těsné blízkosti hvězdy. Svou hvězdu oběhne jednou za 2,2 dne ve vzdálenosti pouhých 4,8 milionů kilometrů. Povrchová teplota planety dosahuje až 926,6 °C. Tato exoplaneta byla první,u níž se podařilo určit složení atmosféry a to pomocí spektra získaného ze světla odraženého od planety. Zkoumal ji infračervený spektroskop na palubě Spitzerova vesmírného dalekohledu. Výsledek spektrálních analýz prokázal, že atmosféra této planety obsahuje značné množství vodní páry a taktéž mnoho metanu. Z důvodu velmi vysokých teplot je však nevhodná pro vznik života.